# Jan Kouřil
Jan Kouřil (25. června 1957 Vyškov – ?) byl český fotbalový záložník. Zemřel při autonehodě.

## Fotbalová kariéra
V československé lize hrál za TJ Vítkovice, ve druhé nejvyšší soutěži za TJ VOKD Poruba a TJ Gottwaldov. V československé lize nastoupil v 55 utkáních a dal 2 góly.

## Ligová bilance
| Ročník                                   | Zápasy | Góly | Klub           |
| ---------------------------------------- | ------ | ---- | -------------- |
| 1. československá fotbalová liga 1981/82 | 26     | 2    | TJ Vítkovice   |
| 1. československá fotbalová liga 1982/83 | 15     | 0    | TJ Vítkovice   |
| Česká národní fotbalová liga 1982/83     | 7      | 2    | TJ VOKD Poruba |
| 1. československá fotbalová liga 1983/84 | 14     | 0    | TJ Vítkovice   |
| Česká národní fotbalová liga 1983/84     | 12     | 6    | TJ Gottwaldov  |
| Česká národní fotbalová liga 1984/85     | 18     | 3    | TJ Gottwaldov  |
| Česká národní fotbalová liga 1985/86     | 18     | 7    | TJ Gottwaldov  |
| Česká národní fotbalová liga 1986/87     | 27     | 9    | TJ Gottwaldov  |
| Česká národní fotbalová liga 1987/88     | 24     | 4    | TJ Gottwaldov  |
| Česká národní fotbalová liga 1988/89     | 24     | 8    | TJ Gottwaldov  |
| CELKEM 1. liga                           | 55     | 2    |                |